# Anna-Lisa Aronsson
Elsa Anna-Lisa Aronsson, född 5 april 1923 i Bjärnum, Norra Åkarps socken, död 2002, var en svensk textilkonstnär.
Hon var dotter till Gustav Persson och Selma Evelina Troedsson och från 1958 gift med Agne Aronsson. Hon avlade realexamen vid Hässleholms högre allmänna läroverk 1940 och tog sedan anställning vid Norra Åkarps Sparbank. Hon arbetade i banken mellan 1940 och 1980 då hon bestämde sig för att satsa på att under heltid arbeta med konsthantverk inom textilområdet. Hon medverkade i utställningar med Vittsjö-Bjärnum konstförening, Landstingsanställdas konstförening, Hörby köpmannaförening och på Galleri Folke i Eslöv och Junesco Lönsboda. Aronsson finns representerad vid Bjärnums Sparbank och Kristianstads läns landsting.